# Museum für Sepulkralkultur

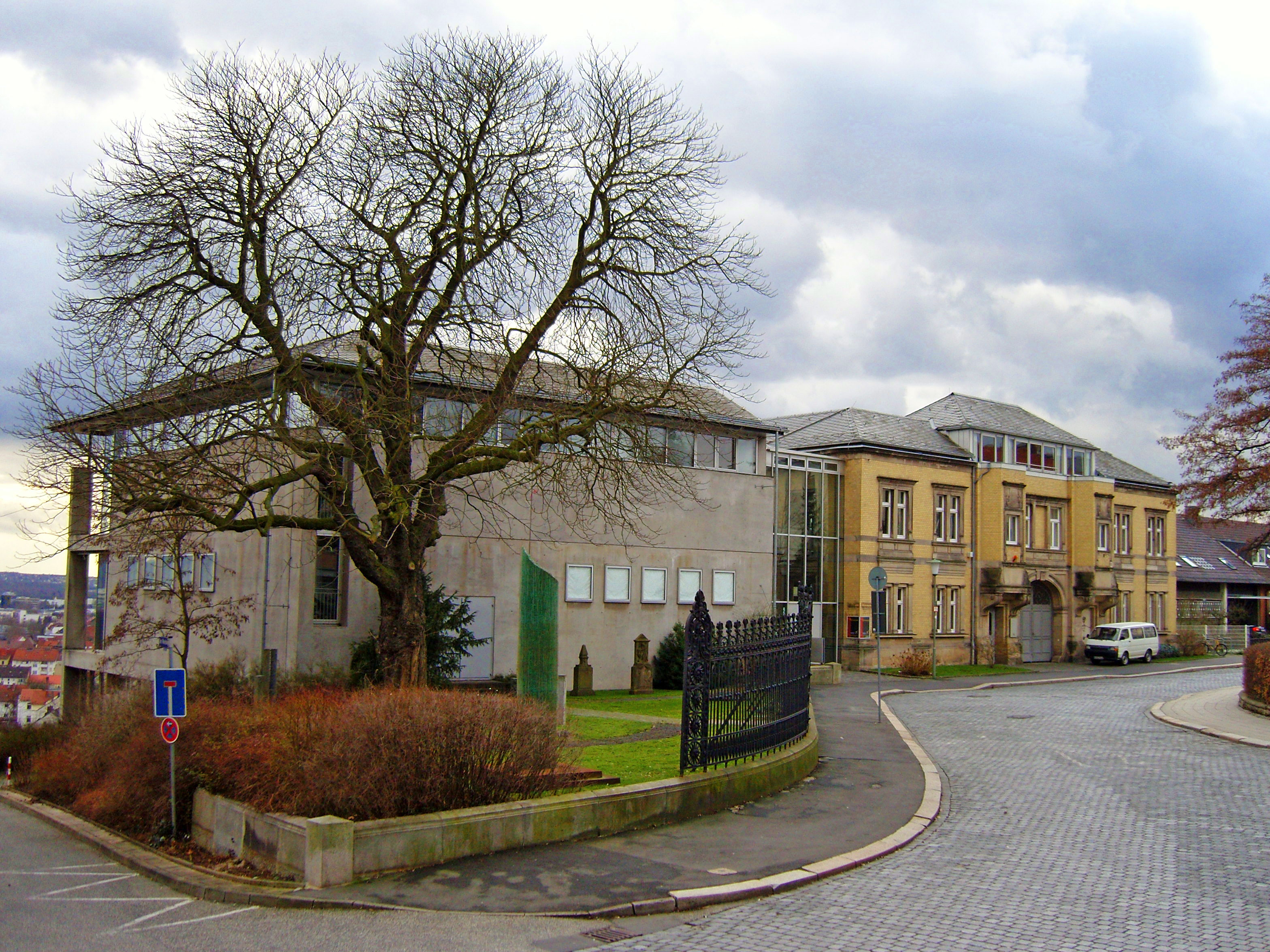
Das Museum für Sepulkralkultur in Kassel (2007)

Das Museum für Sepulkralkultur ist ein kulturgeschichtliches Spezialmuseum an der Weinbergstraße in Kassel. Das 1992 eröffnete Museum für Sepulkralkultur ist dem Themenfeld Sterben, Tod, Bestattung, Trauer und Gedenken gewidmet. Träger ist die Arbeitsgemeinschaft Friedhof und Denkmal e. V. Es gehört zum Arbeitskreis selbständiger Kultur-Institute.

## Museumsgebäude
Der zweigliedrige, lichtdurchflutete Museumsbau umfasst ein früheres, zur ehemaligen Henschel-Villa gehöriges Wirtschaftsgebäude – die Remise – und einen Neubau aus dem Jahr 1992 (Architekt Wilhelm Kücker). Neben den dreieinhalb-geschossigen Ausstellungsräumen mit einem Veranstaltungsbereich umfasst der Gebäudekomplex auch einen Museumsshop und ein Museumscafé mit einem überdachten Innenhof und einer Freiterrasse mit weitem Panoramablick über Kassel. Im Vorgarten wie im rückwärtigen Außenbereich werden Grabsteine/-anlagen, Designobjekte und Kunstwerke präsentiert.
Da das Museum keine staatliche Einrichtung ist, sondern vom Verein „Arbeitsgemeinschaft Friedhof und Denkmal“ betrieben wird, ist die Finanzierung von notwendigen Sanierungsarbeiten am Gebäude schwierig. Im Jahr 2024 gab es Probleme mit Regenwassereinbrüchen und mangelnder Belüftung der Räume. Fördermittel von Bund, Land und Stadt zur Erhaltung der Gebäude wurden zugesagt.

## Direktoren
- 1992–2015: Reiner Sörries[3]
- 2016: Werner Tschacher[4][5]
- 2016–2017: Gerold Eppler (kommissarisch)[6]
- Seit 2018: Dirk Pörschmann[7]

## Sammlung und Dauerausstellung
In der Dauerausstellung werden auf einer Fläche von etwa 1.400 Quadratmetern vor allem Zeugnisse der Sepulkralkultur aus dem deutschsprachigen Raum vom Mittelalter bis zur Gegenwart gezeigt, unter anderem Särge und Leichenwagen, Trauerkleidung und -schmuck, Grabsteine, Skulpturen und Gebrauchsgegenstände, die mit dem Thema Sterben, Tod und Gedenken in Zusammenhang stehen. Seit 2014 dokumentiert eine eigene Abteilung multikulturelle Entwicklungen in der Friedhofs- und Bestattungskultur in Deutschland.
Außerdem verfügt das Museum über eine Sammlung von derzeit rund 16.500 Grafiken ab dem 15. Jahrhundert und beherbergt eine öffentliche Spezialbibliothek mit Monographien, Katalogen, Sonderdrucken sowie zahllosen Zeitschriftenartikeln zur Sepulkralkultur.

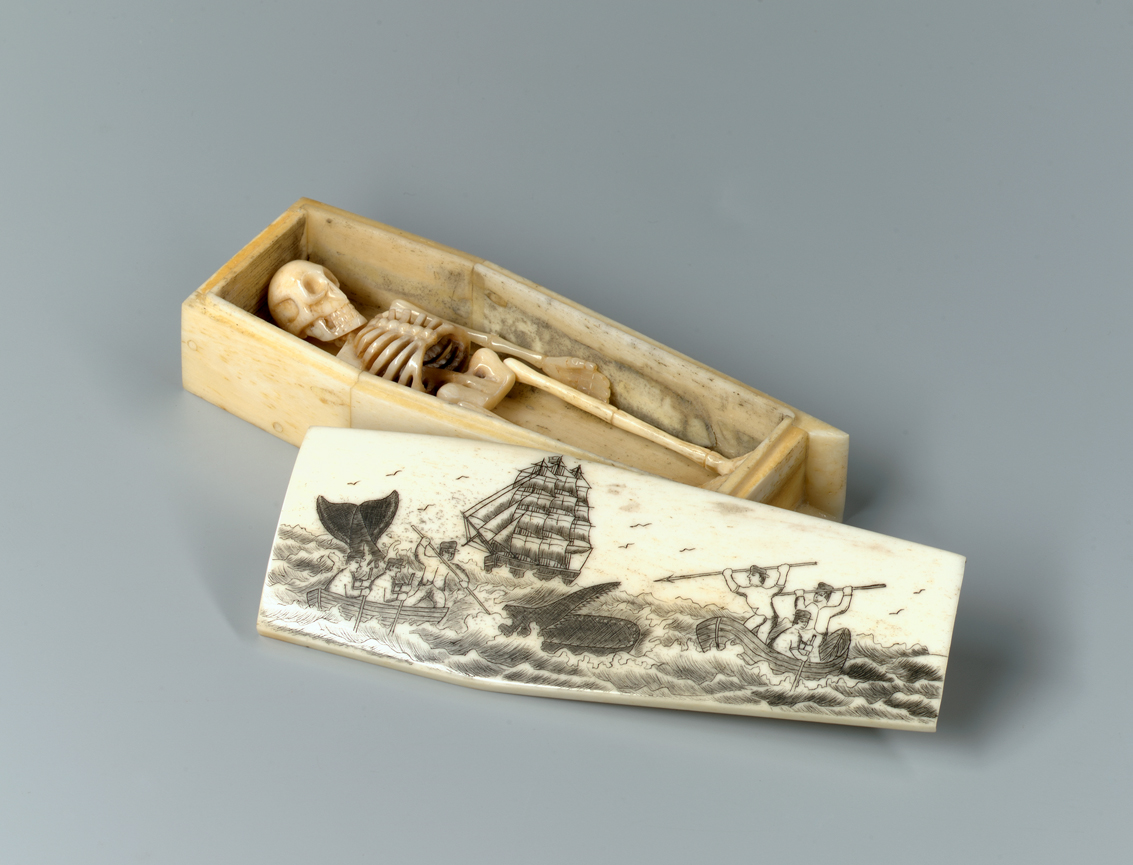
Betrachtungssärglein, Sonderausstellung „Vergänglichkeit für die Westentasche“ (2005)
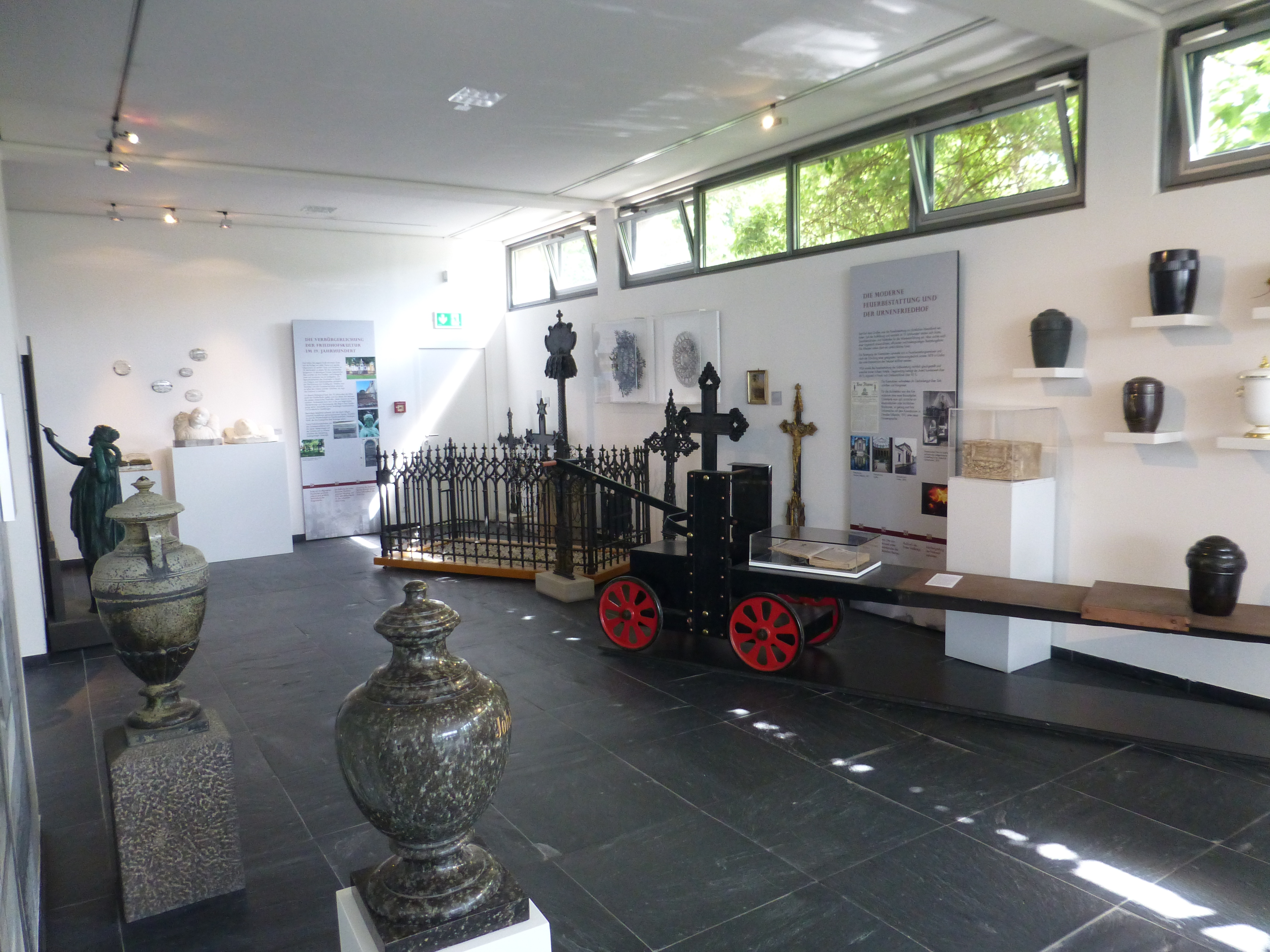
Blick in die Dauerausstellung (2017)
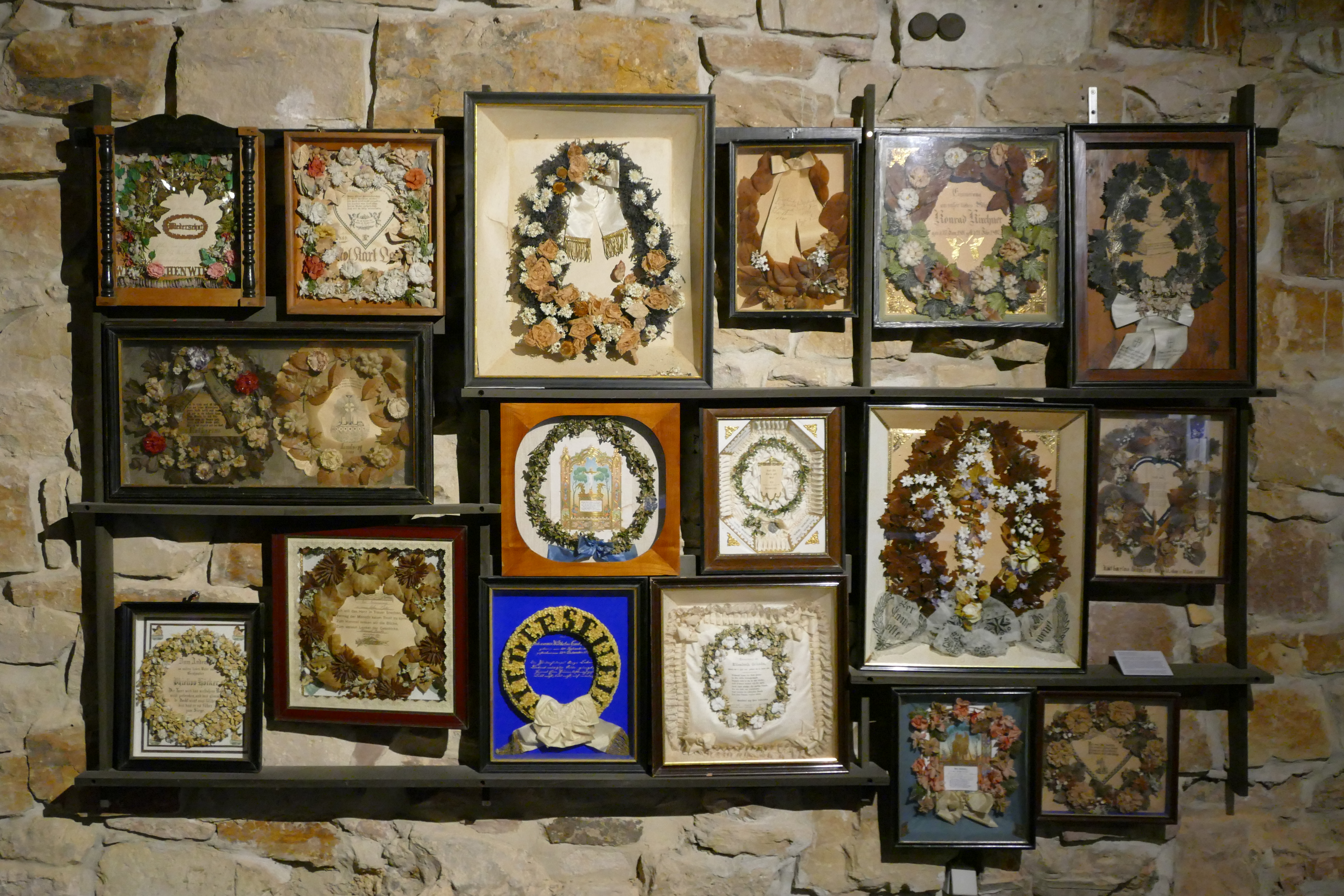
Kranzkästen in der Dauerausstellung (2023)
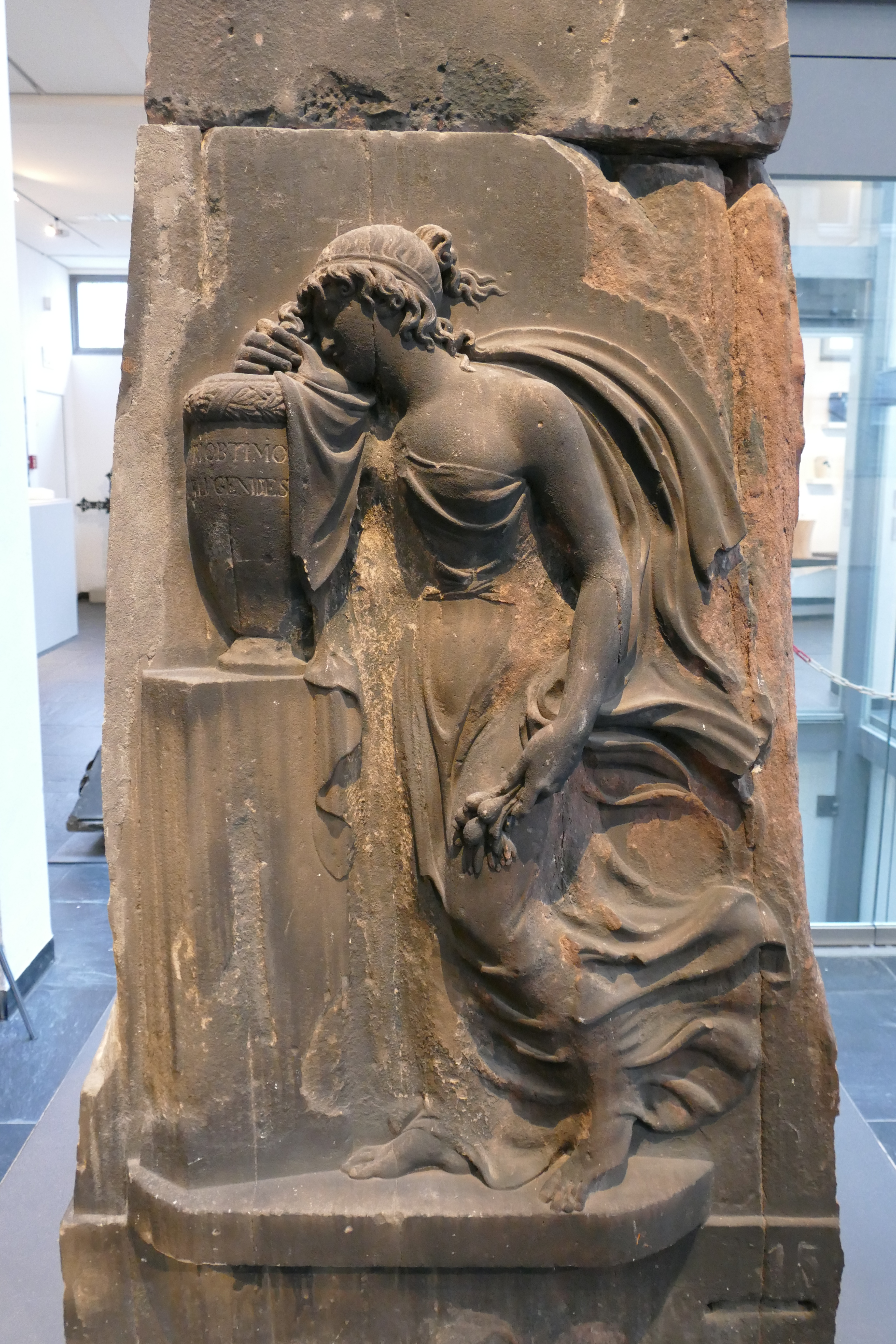
Grabstein von Johann Christian Ruhl
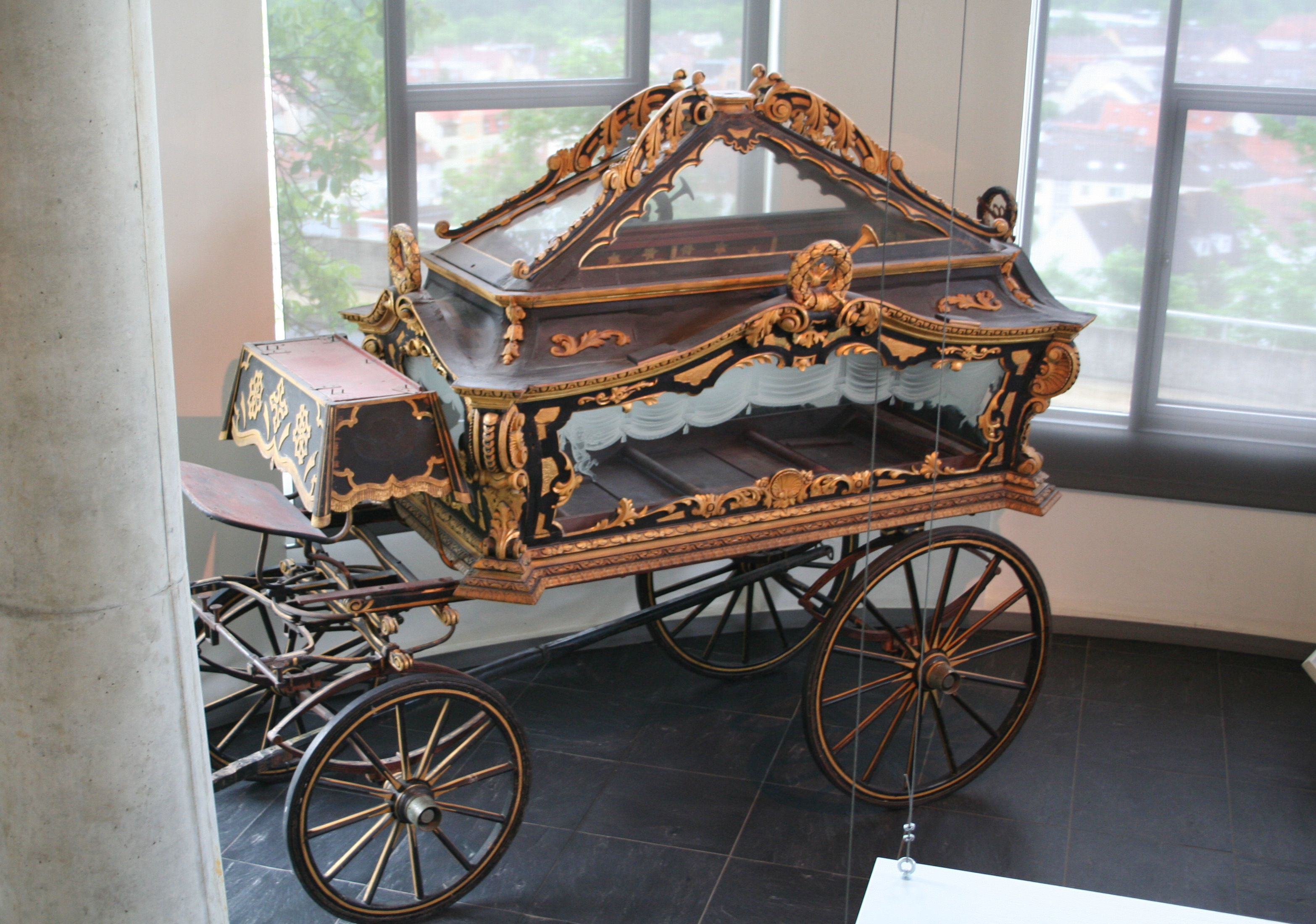
Leichenkutsche
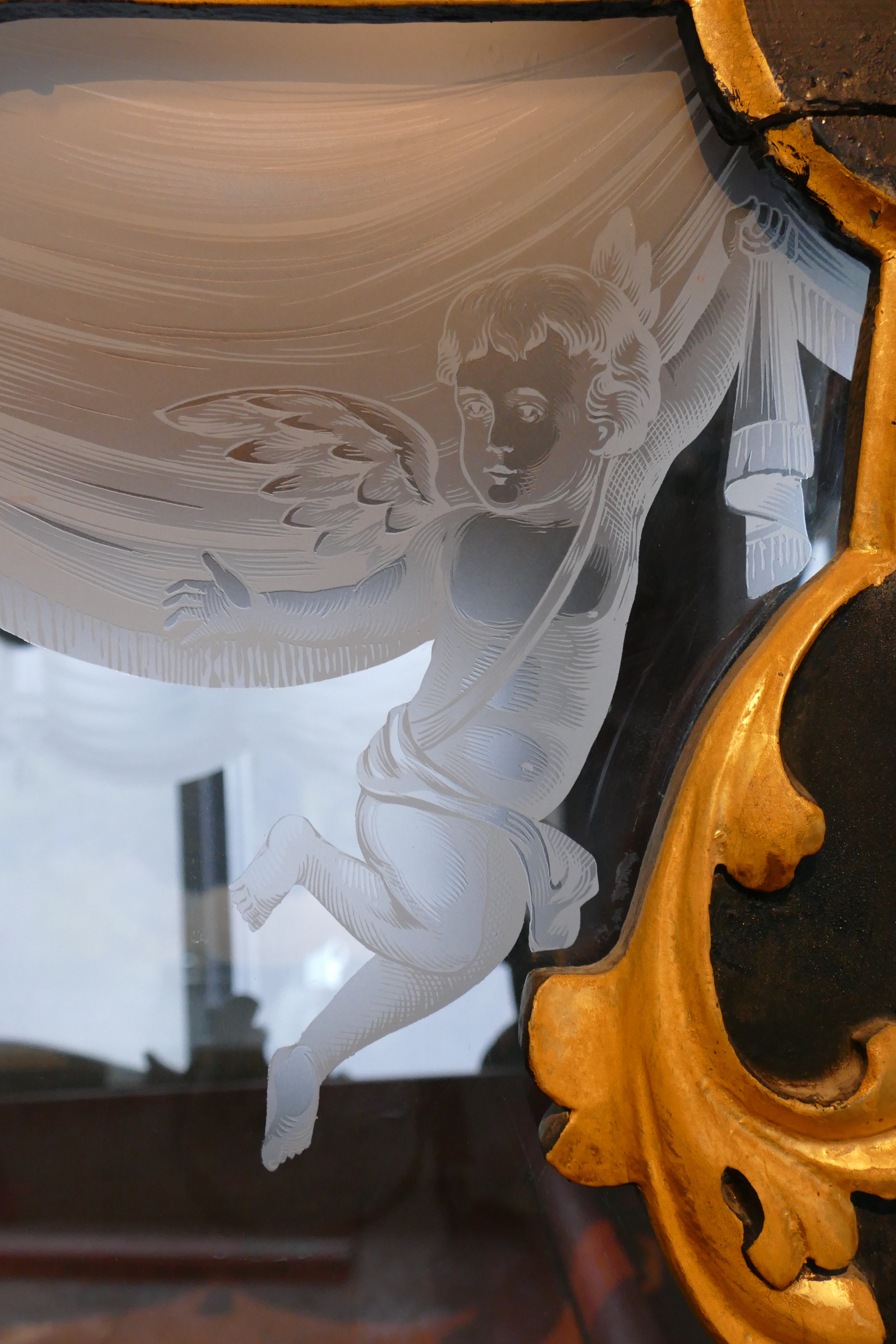
Detail am Fenster der Leichenkutsche
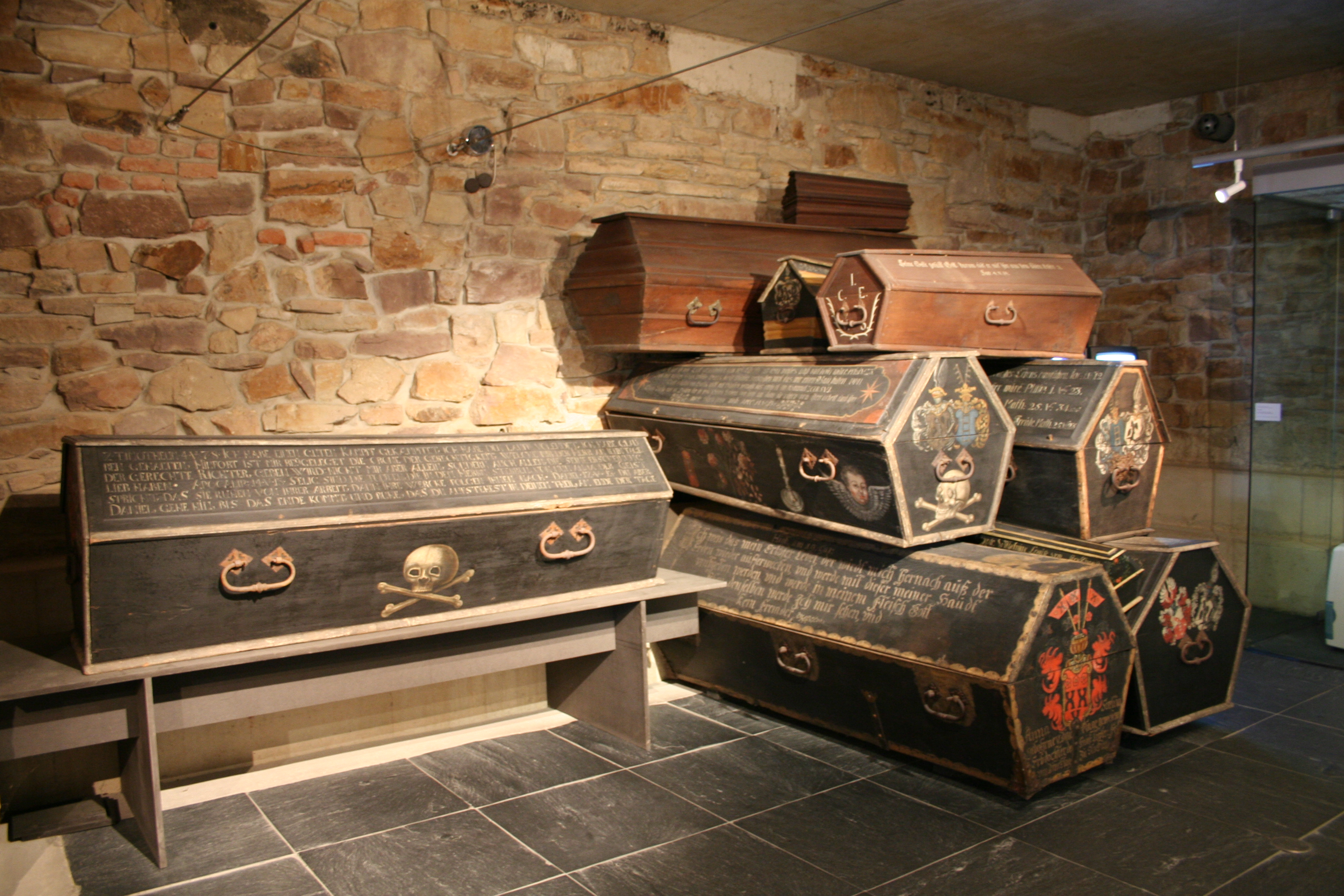
Särge in der Dauerausstellung (2012)
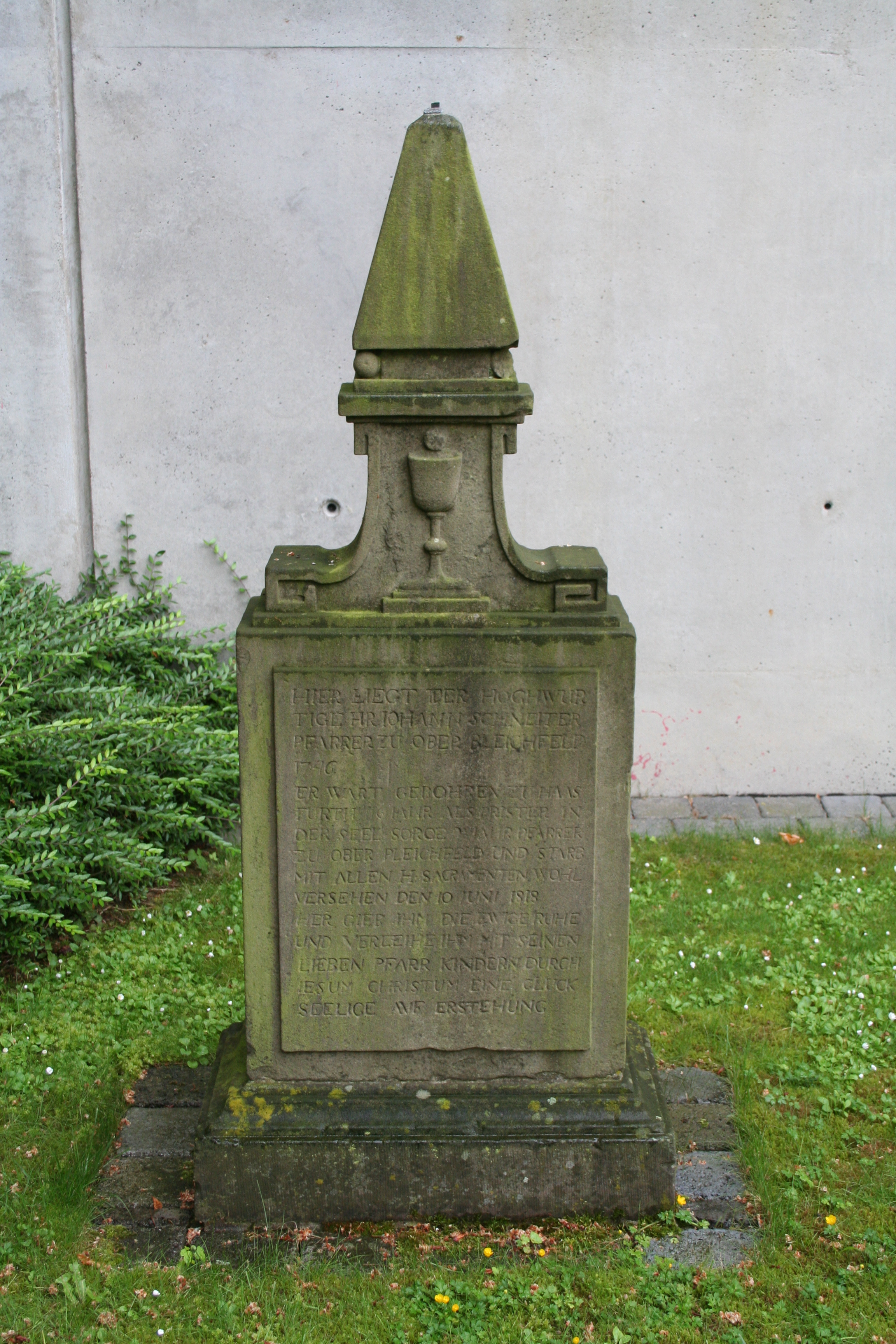
Grabstein im Außenbereich des Museums

## Sonderausstellungen (Auswahl)
Das Museum präsentiert wechselnde Sonderausstellungen, die in sehr weit gefasster Weise unterschiedliche kulturelle, historische oder aktuelle Aspekte der Thematik des Hauses aufgreifen oder sich künstlerisch damit auseinandersetzen.
- CARICATURA II – Schluß jetzt! (24. Juni 1992 – 20. September 1992)
- Memento mori. Zeitgenössische Kunst zum Thema Tod und Sterben (24. Juni 1992 – 8. Oktober 1992)
- Nichts mehr zu sagen und nichts zu beweinen ... Ein jüdischer Friedhof in Deutschland. (18. März 1993 – 11. Juli 1993)
- Vom Totenbaum zum Designersarg. Zur Kulturgeschichte des Sarges von der Antike bis zur Gegenwart (1. Oktober 1993 – 5. Dezember 1993)
- Geschmiedete Grabkreuze aus vier Jahrhunderten. Sammlung Sixtus Schmid (19. Dezember 1993 – 13. Februar 1994)
- „Hört auf, laßt mich Luft holen ...“ Kunstausstellung von amnesty international gegen die Todesstrafe (5. März 1994 – 29. Mai 1994)
- Zur Erinnerung. Zimmerdenkmale im Lebenslauf (21. Oktober 1994 – 31. März 1995)
- In fremder Erde. Über den Umgang mit Kriegstoten (30. Juni 1995 – 31. Dezember 1996)
- „ ... mit schwarzem Schmucke oder mit Perlen.“ Trauerschmuck vom Barock bis zum Art déco (14. Oktober 1995 – 21. Januar 1996)
- Nach Mekka gewandt. Zum Umgang türkischer Muslime mit ihren Verstorbenen in der Türkei und in Deutschland (22. März 1996 – 21. Juli 1996)
- Des Lichtes beraubt. Totenehrung in römischer Zeit (15. Juni 1996 – 25. August 1996)
- ... zögernd bröckelt der Stein. Kirchenburgen und Friedhöfe in Siebenbürgen (27. September 1996 – 2. Februar 1997)
- ashes to ashes. Fünf Friedhofskonzepte für Köln-Kalk (21. März 1997 – 21. Dezember 1997)
- Tanz der Toten – Todestanz. Monumentale Totentänze im deutschsprachigen Raum (19. September 1998 – 29. November 1998)
- Kiste, Kutsche, Karavan. Auf dem Weg zur letzten Ruhe (17. September 1999 – 31. Januar 2000)
- Archiv der Gesichter. Toten- und Lebendmasken aus dem Schiller-Nationalmuseum (5. März 2000 – 21. Mai 2000)
- Engel. Wächter über Leben und Tod (8. Juni 2000 – 10. September 2000)
- Game over. Spiele, Tod und Jenseits (18. Mai 2002 – 29. September 2002)
- Drei Begräbnisse und ein Todesfall – Beethovens Ende und die Erinnerungskultur seiner Zeit (18. Oktober 2002 – 28. Februar 2003)
- Die Etrusker Entdeckung im Verborgenen (29. März 2003 – 20. Juli 2003)
- Totentruhe. Särge aus vier Jahrhunderten (7. November 2004 – 16. Januar 2005)
- Vergänglichkeit für die Westentasche. Miniatursärge und Betrachtungssärglein (25. März 2005 – 29. Mai 2005)
- Wenn das Geld im Kasten klingt... Vom Opferstock zur Online-Spende (12. November 2005 – 5. März 2006)
- Totenhochzeit mit Kranz und Krone: Zur Symbolik im Brauchtum des Ledigenbegräbnisses (30. September 2007 – 2. März 2008)
- „... und die Sterne begannen zu leuchten.“ Wenn Kinder sterben. (21. Juni 2008 – 21. September 2008)
- Mumien. Körper für die Ewigkeit (17. November 2009 – 25. April 2010)
- Unter den Flügeln des Phönix. Geschichte und Gegenwart der Feuerbestattung (21. Oktober 2011 – 1. Januar 2012)
- Galgen, Rad und Scheiterhaufen. Einblicke in Orte des Grauens (28. Januar 2012 – 29. Juli 2012)
- Tanz&Tod. Historische und aktuelle Choreografien zum Unausweichlichen (25. Mai 2013 – 8. September 2013)
- 1100 Jahre Tod in Kassel. Schicksale und Ereignisse in einer hessischen Stadt (12. Oktober 2013 – 19. Februar 2014)
- Die Verwandlung. Sterben und Trauer 1914–1918 (18. November 2014 – 10. Mai 2015)
- Post Mortem & Vom Tatort ins Labor. Hinter den Kulissen der Rechtsmedizin (5. Juni 2015 – 28. Juni 2015)
- Das Sepulkralkaufhaus. Buy now, die later! (25. Juli 2015 – 3. Januar 2016)
- „Einer geht noch“. Cartoons und Karikaturen auf Leben und Tod (5. Februar 2016 – 5. Juni 2016)
- Tutenfru! Über Aberglaube und Tod. (27. Oktober 2018 – 17. März 2019)
- Mit dem Linienbus ins Jenseits. Fantastische Särge aus Ghana (10. August 2019 – 13. Oktober 2019)
- MEMENTO. Im Kraftfeld der Erinnerungen. (17. Oktober 2020 – 28. Februar 2021)
- Herman de Vries – vergehen (18. Juni – 1. August 2021)
- Suizid – Let’s talk about it (10. September 2021 – 3. April 2022)
- Trost – Auf den Spuren eines menschlichen Bedürfnisses (1. April 2023 – 17. September 2023)

## Publikationen (Auswahl)
(chronologisch geordnet)
- Reiner Sörries, Wolfgang Neumann: Kisten, Kutsche, Karavan. Auf dem Weg zur letzten Ruhe. (= Begleitpublikation zur gleichnamigen Sonderausstellung). Arbeitsgemeinschaft Friedhof und Denkmal, Kassel 1999, ISBN 3-924447-17-9.
- Reiner Sörries: Game over. Spiele, Tod und Jenseits. (= Begleitpublikation zur gleichnamigen Sonderausstellung). Arbeitsgemeinschaft Friedhof und Denkmal, Kassel 2002, ISBN 978-3-924447-20-5.
- Zentralinstitut für Sepulkralkultur Kassel (Hrsg.): Kasseler Manuskripte zur Sepulkralkultur. 6 Bände. Zentralinstitut für Sepulkralkultur, Kassel 2002–2011, DNB 978875974.
- Zentralinstitut für Sepulkralkultur Kassel (Hrsg.): Großes Lexikon der Bestattungs- und Friedhofskultur. Wörterbuch zur Sepulkralkultur. 5 Bände. Thalacker Medien, Braunschweig 2002–2020, DNB 963152122.
  - Band 1: Volkskundlich-kulturgeschichtlicher Teil. Von Abdankung bis Zweitbestattung. Thalacker Medien, Braunschweig 2002, ISBN 3-87815-173-X.
  - Band 2: Archäologisch-kunstgeschichtlicher Teil. Von Abfallgrube bis Zwölftafelgesetz. Thalacker Medien, Braunschweig 2005, ISBN 978-3-87815-182-1.
  - Band 3: Praktisch-aktueller Teil. Von Abfallbeseitigung bis Zwei-Felder-Wirtschaft. Thalacker Medien, Braunschweig 2010, ISBN 978-3-940087-67-6.
  - Band 4: Medienkultureller Teil. Von Absurdes Theater bis Zombie. Thalacker Medien, Braunschweig 2020, ISBN 978-3-947273-26-3.
  - Band 5: Biographischer Teil. Von Abraham â Sancta Clara bis Johannes Zwingli. Thalacker Medien, Braunschweig 2016, ISBN 978-3-943787-53-5.
- Arbeitsgemeinschaft Friedhof und Denkmal, Museum für Sepulkralkultur (Hrsg.): Grabkultur in Deutschland. Geschichte der Grabmäler. Reimer, Berlin 2009, ISBN 978-3-496-02824-6.
- Reiner Sörries (Hrsg.): Unter den Flügeln des Phönix. Geschichte und Gegenwart der Feuerbestattung. (= Begleitpublikation zur gleichnamigen Sonderausstellung). Arbeitsgemeinschaft Friedhof und Denkmal, Kassel 2011, DNB 1021055514.
- Reiner Sörries (Hrsg.): Auf Tod komm raus. Aus den Beständen des Museums für Sepulkralkultur. Arbeitsgemeinschaft Friedhof und Denkmal, Kassel 2012, ISBN 978-3-924447-50-2.